# 双(三苯基膦)二氯化镍
双(三苯基膦)二氯化镍是一种配位化合物，化学式为NiCl2[(P(C6H5)3]2。它是深蓝色的晶体，可用作有机合成的催化剂。它可由氯化镍六水合物和三苯基膦在醇溶液或无水乙酸溶液中反应得到。它和二茂镍反应，得到一氯化(环戊二烯基)(三苯基膦)镍。它和乙烯在锌的存在下于四氢呋喃中反应，得到双(三苯基膦)(η2-乙烯)镍。